# 北海道道1002号光地園尾田線
北海道道1002号光地園尾田線（ほっかいどうどう1002ごう こうちえんおだせん）は、北海道広尾郡大樹町を結ぶ一般道道である。

## 概要

### 路線データ
- 起点：北海道広尾郡大樹町光地園
- 終点：北海道広尾郡大樹町尾田（北海道道55号清水大樹線交点）
- 総距離：16.3 km

## 歴史
- 1982年（昭和57年）3月31日 - 路線認定[1]。

## 地理

### 通過する自治体
- 十勝総合振興局
  - 広尾郡大樹町

### 主な接続道路
大樹町
- 北海道道622号幸徳大樹停車場線 - 大全
- 北海道道55号清水大樹線 - 尾田（終点）

### 沿線にある施設など
大樹町
- 町営光地園牧場